# Bulbophyllum hoyifolium
Bulbophyllum hoyifolium là một loài phong lan thuộc chi Bulbophyllum.